# ゴルディロックス相場
ゴルディロックス相場（ゴルディロックスそうば、適温相場）とは、景気が過熱も冷え込みもしない適度な状況にある相場のこと。童話『3びきのくま』で主人公の少女ゴルディロックスが飲んだ「熱すぎず冷たすぎない適温のスープ」に由来するもので、初出はソロモン・ブラザーズの David Shulman が1992年3月に発表した『The Goldilocks Economy: Keeping the Bears at Bay』。この題名どおり「ゴルディロックス経済」(Goldilocks economy) とも呼ばれる。
ゴルディロックス相場では、経済は緩やかに成長して長期金利は低位に安定し、金余りの期待から資金が安定資産からリスク資産へと流入し相場を押し上げる。